# Francisco Bahamondes
Francisco Bahamondes Galea (n. La Calera, Chile, 7 de abril de 1988) es un futbolista chileno que juega de lateral derecho. Actualmente es Agente libre.

## Trayectoria

### Carrera
Es canterano de la institución de Unión La Calera, donde juega la mayoría de los partidos de titular, donde ha jugado de lateral derecho. ÉL debuta el año 2006, desde entonces ha tenido un cometido muy bueno pero llega a un pick muy alto con la dirección de Emiliano Astorga como DT (En 2010-2011-2012).Por lo que a finalmente es fichado por Everton. Posteriormente vuelve a jugar en Unión La Calera, siempre en primera división de la Liga de Chile, con buen torneo recala en el equipo del norte del país Deportes Iquique. Su carrera continúa defendiendo los colores de Rangers de Talca, San Marcos de Arica, Unión San Felipe y San Luis de Quillota y actualmente es Agente libre tras su paso por San Luis de Quillota.

## Clubes
| Club                | País  | Año        | PJ     |
| ------------------- | ----- | ---------- | ------ |
| Unión La Calera     | Chile | 2006- 2012 | 55(4)  |
| Everton             | Chile | 2014       | 31 (2) |
| Unión La Calera     | Chile | 2014-2015  | 30 (1) |
| Deportes Iquique    | Chile | 2015-2016  | ? (1)  |
| Rangers             | Chile | 2017       | 7 (0)  |
| San Marcos de Arica | Chile | 2017-2018  | ? (1)  |
| Unión San Felipe    | Chile | 2018       | ?      |
| San Luis            | Chile | 2019-2021  | ?      |